# Янішув (Каменногурський повіт)
Янішув (пол. Janiszów) — село в Польщі, у гміні Каменна Гура Каменногурського повіту Нижньосілезького воєводства.
Населення — 374 особи (2011).
У 1975-1998 роках село належало до Єленьоґурського воєводства.

## Демографія
Демографічна структура станом на 31 березня 2011 року:
|          | Загалом | Допрацездатний вік | Працездатний вік | Постпрацездатний вік |
| -------- | ------- | ------------------ | ---------------- | -------------------- |
| Чоловіки | 183     | 38                 | 137              | 8                    |
| Жінки    | 191     | 47                 | 108              | 36                   |
| Разом    | 374     | 85                 | 245              | 44                   |